# 다와라촌 (나라현)
다와라촌(田原村)은 나라현 소에카미군에 설치되었던 촌이다.